# Joelia Tsjepalova
Joelia Anatoljevna (Joelia) Tsjepalova (Russisch:Юлия Анатольевна Чепалова) (Komsomolsk-na-Amure, 23 december 1976) is een Russische laufster. Ze nam driemaal deel aan de Olympische Spelen en won hierbij zes medailles.

## Biografie
Ze komt uit een sportieve familie. Ze is getrouwd met Vasili Rotsjev (OS 2002 en 2006 - langlaufen), schoonzus van Olga Rocheva (OS 2006 en 2010 - langlaufen), schoondochter van Nina Rotsjeva (OS 1980 - langlaufen) en Vasili Rotsjev (OS 1976 en 1980 - langlaufen) en schoonzus van Olga Sjoetsjkina (OS 2010 - langlaufen).
Haar eerste succes behaalde ze in 1994 bij de wereldjeugdkampioenschappen in Harrachov de 15 km te winnen. De twee jaren hierop prolongeert ze deze titel in Breitenwang en Gällivare.
Haar eerste olympisch titel won Tsjepalova in 1998 in Nagano op de 30 kilometer vrije stijl. Vier jaar later voegde ze daar in Salt Lake City nog een olympische titel aan toe op de 1,5 kilometer sprint. Ze was ook onderdeel van de estafetteploeg die in 2006 (Turijn) de olympische titel veroverde.
In september 2009 werd bekendgemaakt dat Tsjepalova was betrapt op het gebruik van verboden middelen. Ze was positief getest op epo bij een wereldbekerwedstrijd in Italië. Ze ontkende doping te hebben gebruikt en schreef een brief aan voorzitter Jacques Rogge van het Internationaal olympisch comité (IOC), waarin ze aangaf onschuldig te zijn. Ze kreeg een schorsing van twee jaar en maakte bekend te stoppen met topsport.
Ze was aangesloten bij Dinamo Moskou..

## Titels
- Olympisch kampioene langlaufen 30 km - 1998
- Olympisch kampioene langlaufen sprint - 2002
- Olympisch kampioene langlaufen 4 x 5 km estafette - 2006
- Wereldkampioene estafette - 2001
- Wereldkampioene achtervolging - 2005
- Wereldjeugdkampioene 15 km - 1994, 1995, 1996

## Palmares

### Olympische Spelen
- 2002:  10 km
- 2002:  15 km
- 1998:  30 km
- 2002:  sprint
- 2006:  estafette 4 x 5 km

### WK
- 2001:  estafette
- 2001:  sprint
- 2005:  achtervolging
- 2005:  10 km
- 2005:  estafette
- 2005:  team-sprint

### Wereldbeker
- 18 overwinningen
- Eindklassement: 2001 (1e), 2006 (3e)
- Lange afstand wereldcuppunten: 2006 (1e)

### WK
- 1993:  15 km
- 1994:  15 km
- 1995:  15 km
- 1996:  15 km
- 1996:  5 km

### Overige
- Winnares van de Engadin Skimarathon: 2000 en 2004